# Fabryka benzyny syntetycznej w Policach

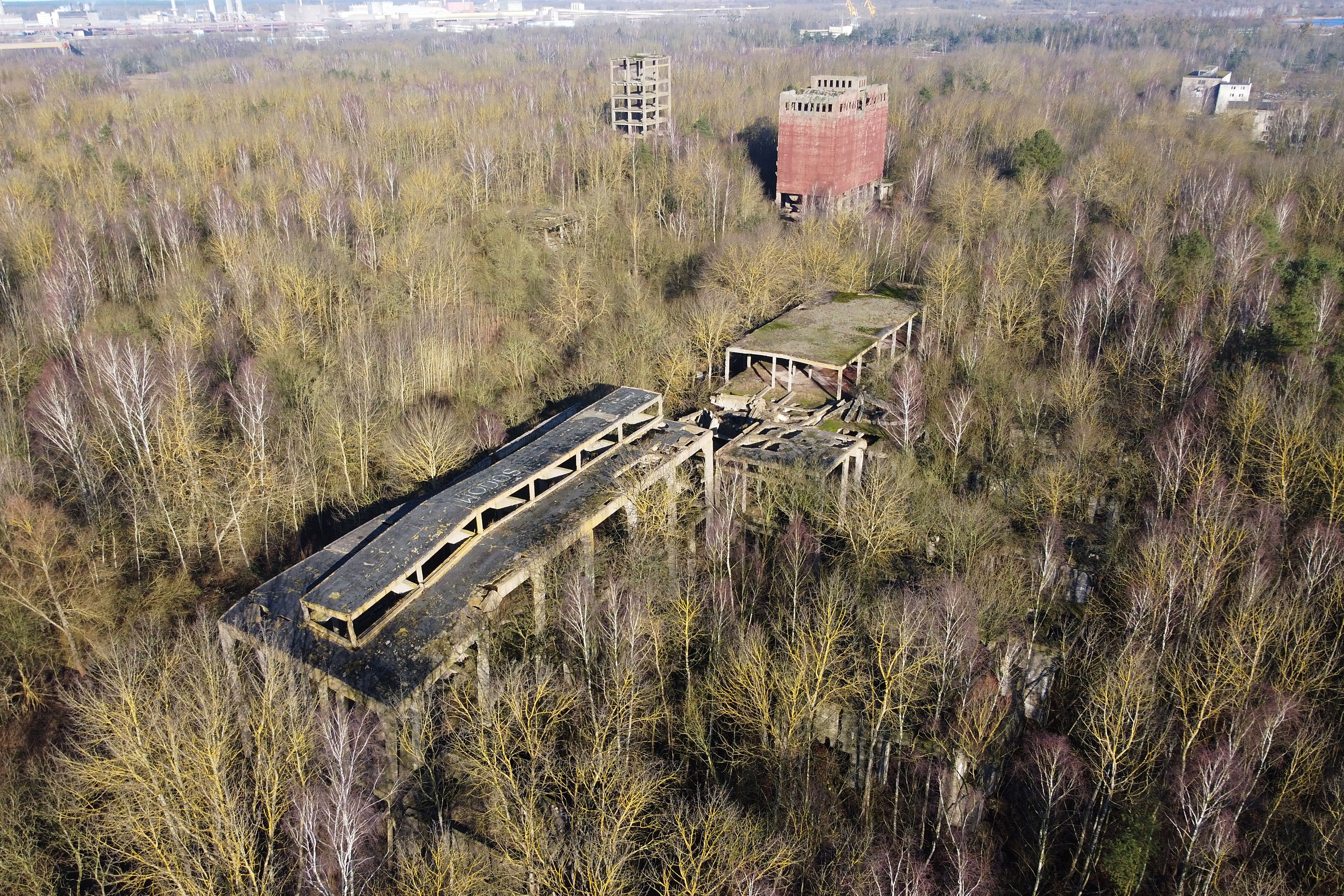
Ruiny fabryki benzyny syntetycznej z lotu ptaka (2022 r.)

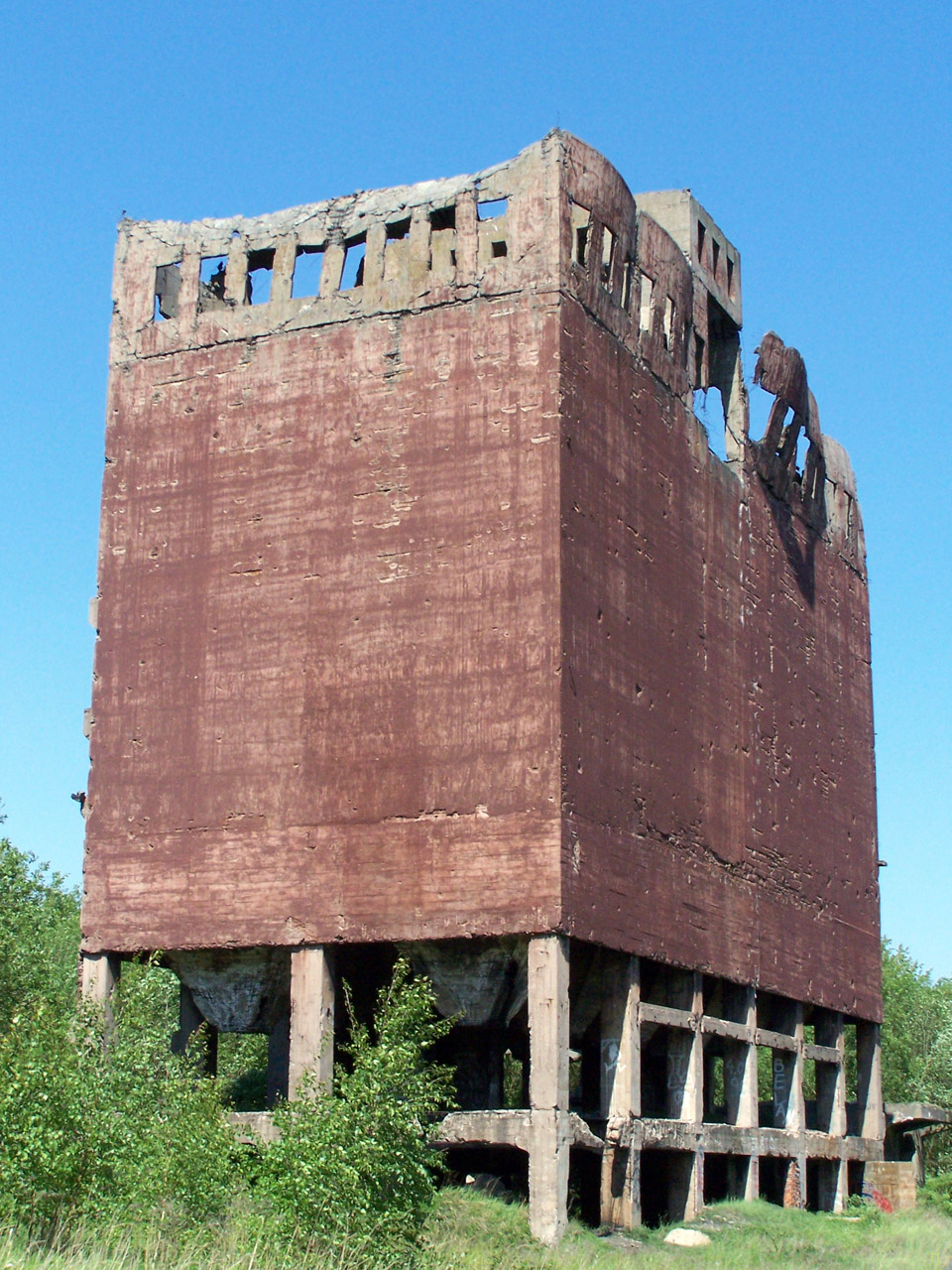
Elewator węglowy

Fabryka benzyny syntetycznej w Policach (niem. Hydrierwerke Pölitz – Aktiengesellschaft) – jedna z 12 fabryk wzniesionych przez IG Farben Industrie produkująca paliwo ciekłe z węgla (benzyna syntetyczna). Produkcja benzyny odbywała się według procesu technologicznego Bergiusa opracowanego w latach 20. XX wieku. Paliwo było produkowane m.in. na potrzeby niemieckiego wojska, ponieważ Niemcy nie posiadali dostępu do złóż ropy naftowej. W 1943 roku zakład produkował 15% niemieckich paliw syntetycznych (577000 ton). Benzyna najlepszej jakości trafiała na lotniska Luftwaffe, bardzo wysokiej jakości olej napędowy przeznaczony był dla U-Bootów, gorszy – dla okrętów nawodnych Kriegsmarine, pełny asortyment benzyn, olejów i smarów – dla czołgów i pojazdów Wehrmachtu. Produkty uboczne, takie jak: smoły, sadza, odpadki były przeznaczone dla przemysłu farmaceutycznego.
Na okres II wojny światowej na podstawie uchwały rządu niemieckiego 15 października 1939 roku Police zostały włączone w obręb Wielkiego Miasta Szczecin.
Pozostałości po fabryce znajdują się w zachodniej części Polic, w pobliżu Zakładów Chemicznych Police na północ od Nowego Miasta (Osiedle Gryfitów, ul. Tanowska, ul. Spółdzielcza, ul. Licealna) i na północny zachód od Starego Miasta (ul. Jasienicka, ul. Starzyńskiego).

## Historia

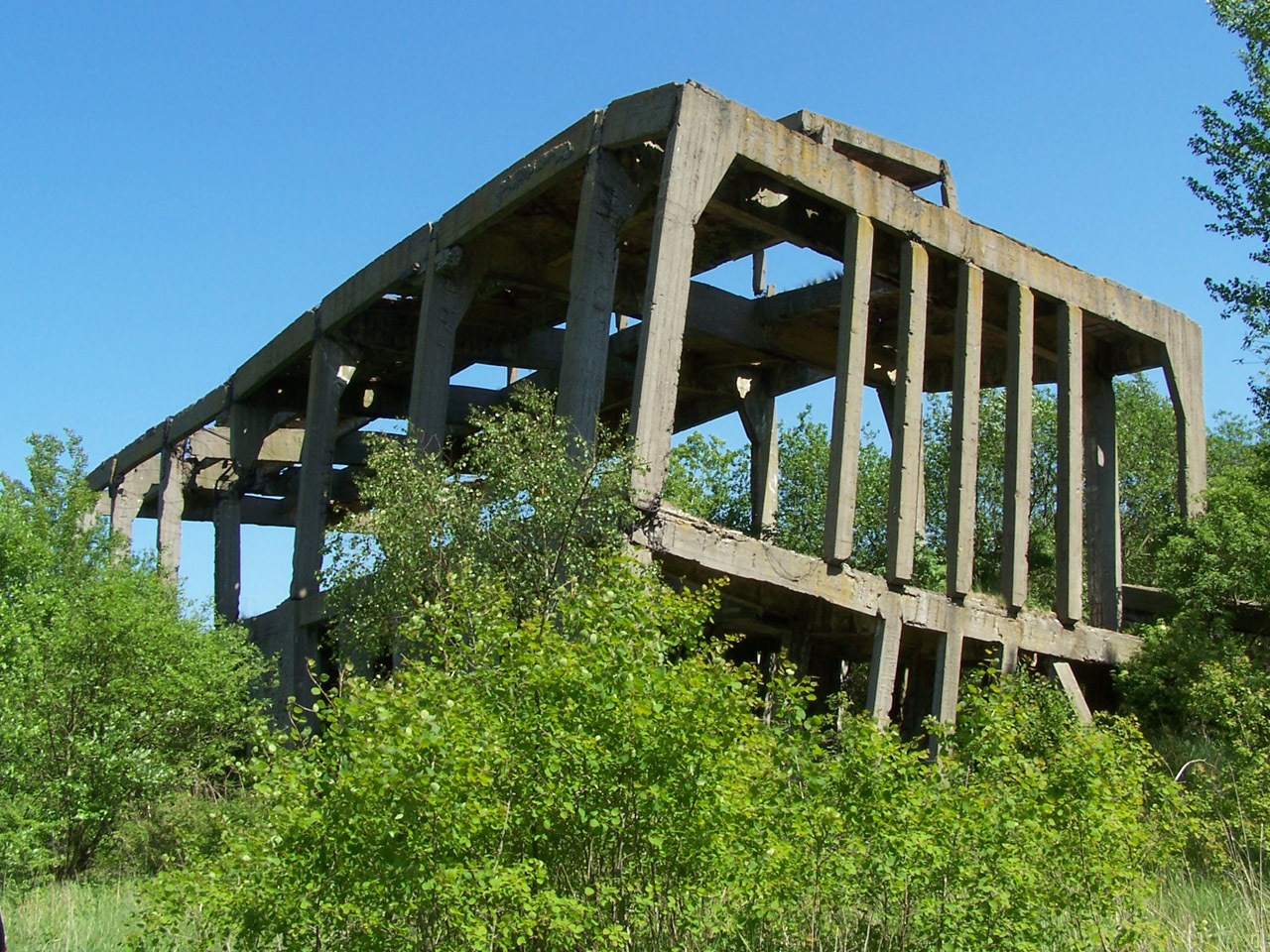
Szkielet hali fabrycznej

Budowę fabryki rozpoczęto w 1937 r. kosztem 2 miliardów marek. Wybuch II wojny światowej przyspieszył rozbudowę fabryki dzięki napływowi taniej siły roboczej z podbitych krajów. Fabrykę postawiono w miejscu zakładu Norddeutsche Mineralölwerke GmbH, regenerującego paliwo okrętowe. Zajmowała ona powierzchnię 1500 ha, z czego 200 ha stanowiła zwarta zabudowa infrastruktury zakładowej – budowle naziemne, podziemne, kanały z instalacją, rurami, ogromne silosy, studnie oraz sieć dróg z linią kolejową i bocznicą. W Hydrierwerke Pölitz podczas 5 lat trwania wojny pracowało 30 tys. niewolników. 13 tysięcy zmarło z wycieńczenia, ciężkiej pracy, chorób, braku opieki lekarskiej lub zostało zamordowanych. Mimo alianckich nalotów, trwających od 1940 roku, niszczona fabryka produkowała benzynę do momentu na kilka miesięcy przed zakończeniem wojny.

## Proces produkcji
Do uzyskania 1 tony paliwa potrzebne było 7 ton węgla: 2 t poddawano uwodornianiu i dalszej obróbce, 5 t – służyło do produkcji energii cieplnej. Proces produkcyjny polegał na kruszeniu węgla w młynach kulowych pod ciśnieniem 200-300 atmosfer i temperaturze 400-500 st. Celsjusza z dodatkiem rozpuszczalników i katalizatorów. Otrzymaną ciecz przepuszczano przez komory ciśnieniowe hydrokrakingu, reformingu, a następnie destylowano, czego efektem było wysokiej jakości paliwo.
Produkcja wybranego rodzaju paliwa w tonach:
| Rodzaj paliwa/lata              | 1940   | 1941    | 1942    | 1943    | 1944    |
| ------------------------------- | ------ | ------- | ------- | ------- | ------- |
| Benzyna VT-708                  | 22 838 | 153 842 | 208 192 | 296 822 | 207 226 |
| Benzyna DHD                     | 0      | 29 601  | 131 860 | 163 731 | 69 996  |
| Płynny gaz                      | 0      | 34 149  | 61 566  | 79 276  | 44 399  |
| Etylina wysokooktanowa (ET 110) | 0      | 0       | 7 935   | 17 337  | 8 633   |

## Obozy pracy na terenie fabryki

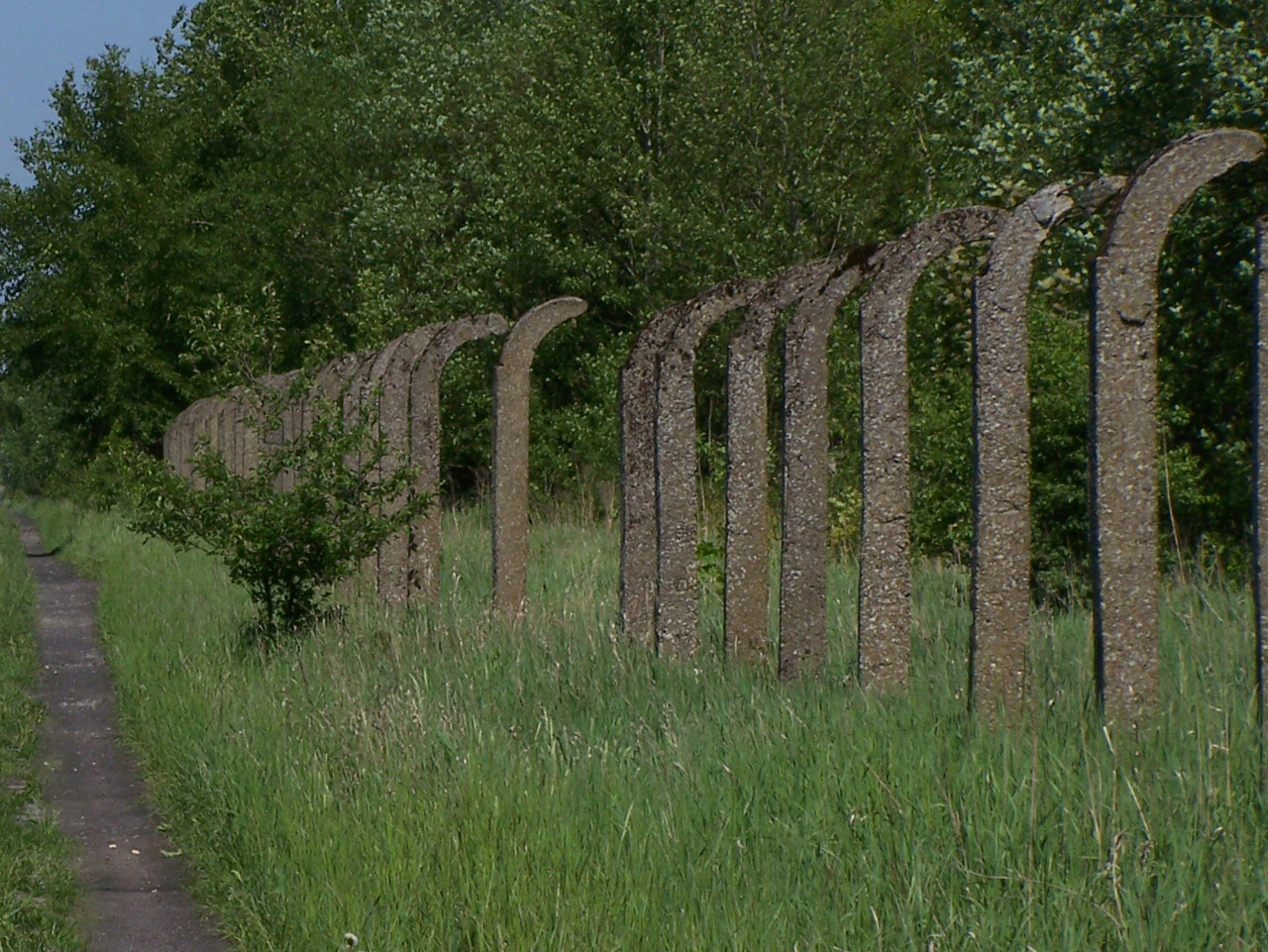
Pozostałości po ogrodzeniu fabryki

- SS Bremerhaven – statek handlowy zamieniony na pływający obóz;
- Tobruklager (od 1944 r. – Jasenitzlager) – jeden z większych obozów (w 1944 – 9 tysięcy osób) istniejący od 1943 do lutego 1945. Przeznaczony dla robotników z krajów zachodnich, Czechów, Niemców i Włochów;
- Pommernlager – przeznaczony dla Polaków i jeńców wojennych. Istniał od 1940 do 24 marca 1945;
- Hägerwelle – obóz karny pracy wychowawczej;
- Dr. Dürrfeldlager (od 1942 r. – Nord-Lager);
- Wullenweverlager – obóz dla robotników z krajów zachodnich istniejący w latach 1942-1945
- podobóz koncentracyjny Stutthof (niem. Konzentrazionslager Stutthof – Aussenlager Pölitz) – powstał w czerwcu 1944 r. po ewakuacji obozu macierzystego (filia obozu koncentracyjnego Sachsenhausen);
- filia obozu Ravensbrück.

## Bombardowania fabryki

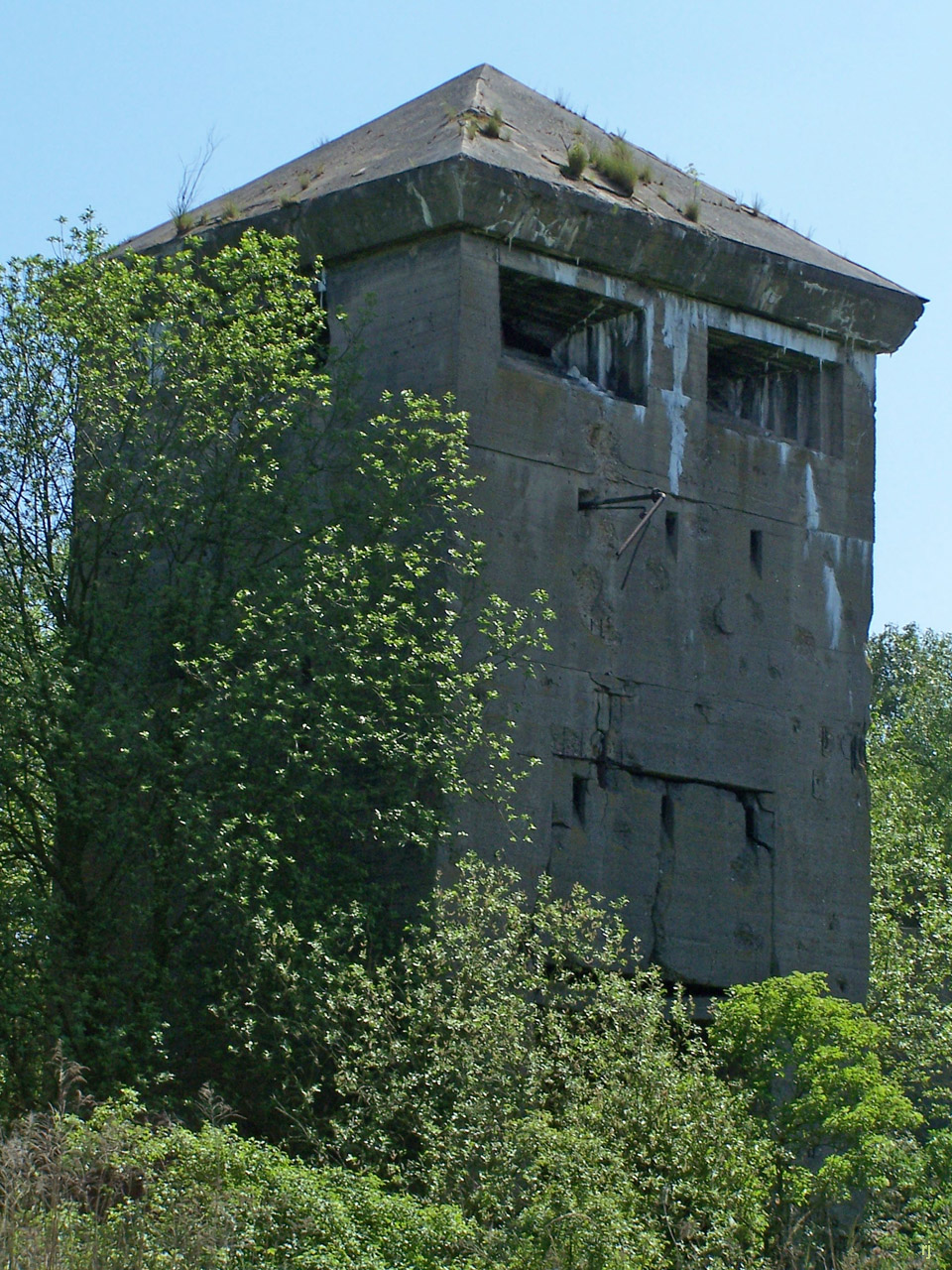
Wieża wartownicza

Fabryka stała się celem tzw. operacji Synteza, akcji wywiadu Armii Krajowej mającej na celu zlokalizowanie i rozpoznanie technologii produkcji benzyny syntetycznej w fabryce. Z uwagi na duże znaczenie strategiczne dla III Rzeszy pierwsze bombardowania fabryki rozpoczęły się już we wrześniu 1940 r. Duża intensywność nalotów zmusiła Niemców do budowy zapory balonowej i schronów. Mimo zwiększonej intensywności nalotów w roku 1944 fabryka dalej produkowała benzynę. Dane wywiadowcze dostarczone przez polski wywiad umożliwiły dokonywanie coraz precyzyjniejszych nalotów i doprowadziły na początku 1945 r. do ostatecznego jej zniszczenia. W nalotach alianckich brał udział także polski 300 Dywizjon Bombowy Ziemi Mazowieckiej.
Bombardowania fabryki w latach 1940–1945:
- 4/5 września 1940 – 12 Niemców zabitych, 15 słowackich robotników rannych;
- 14/15 października 1940;
- 26/27 października 1940;
- 20 kwietnia 1944;
- 29 maja 1944 – 123 zabitych, spłonął częściowo obóz Pommernlager;
- 7 lipca 1944;
- 8/9 sierpnia 1944;
- 21 sierpnia 1944;
- 25 sierpnia 1944;
- 4/5 września 1944;
- 7 października 1944;
- 21 grudnia 1944 – zniszczono całkowicie wieś Kołpin-Langenstücken;
- 13 stycznia 1945 – w przeciągu 14 minut 250 samolotów zrzuciło 1600 bomb lotniczych, 6 min powietrznych i bomby z opóźnionym zapłonem;
- 8 marca 1945 – ostatni nalot na fabrykę.

## Fabryka po II wojnie światowej

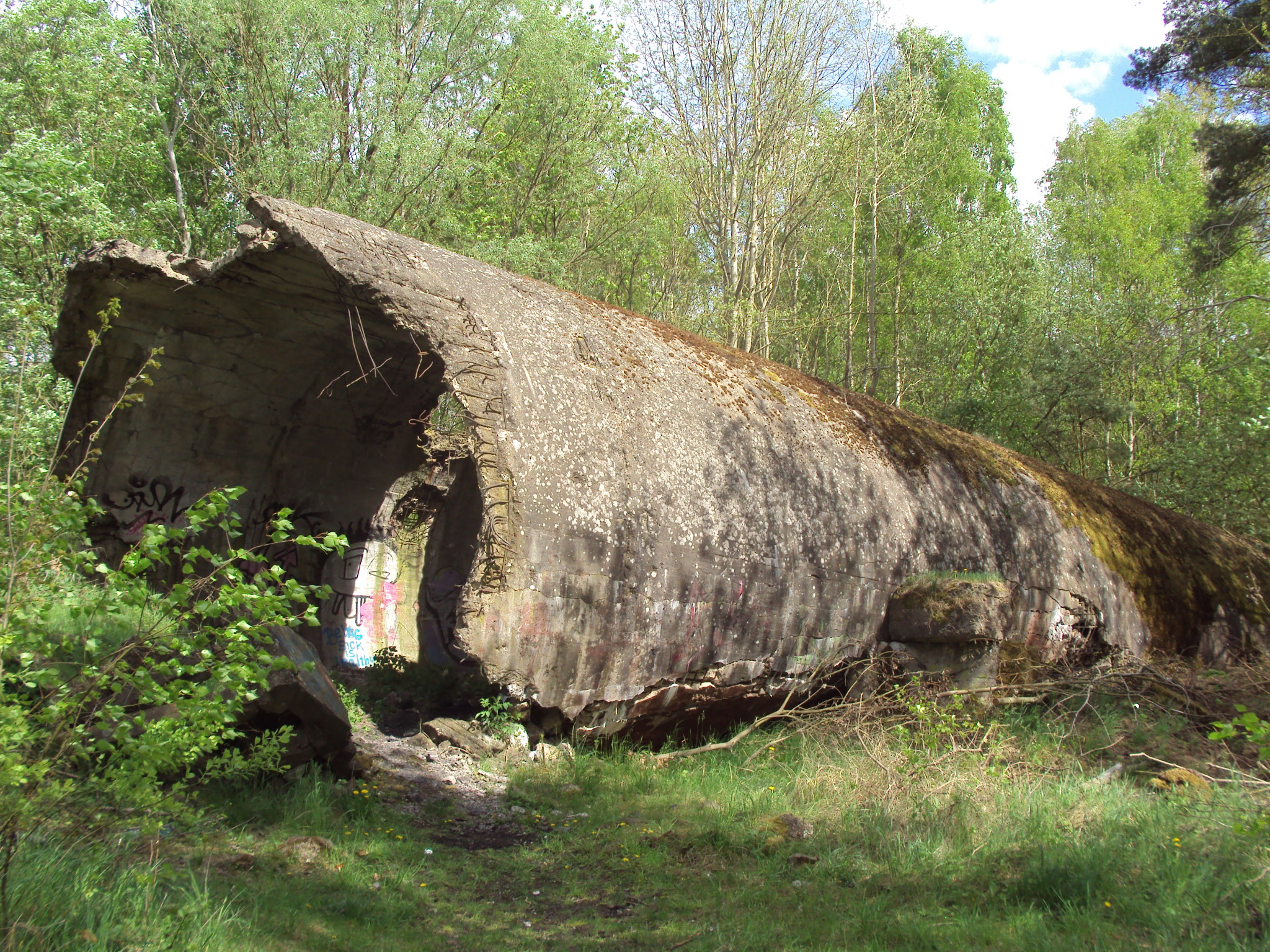
Wysadzony po wojnie komin fabryki benzyny syntetycznej

W wyniku konferencji poczdamskiej części terytoriów III Rzeszy, a razem z nimi teren fabryki, zostały oddane pod polską jurysdykcję. W wyniku umowy między rządem polskim a władzami radzieckiej strefy okupacyjnej, Police i przyległe tereny zostały do dyspozycji wojsk ZSRR na okres jednego roku (tzw. Enklawa Policka, do 25 września 1946 r.). Przez ten okres z terenu fabryki została wywieziona do ZSRR większość urządzeń z hal fabrycznych, wysokociśnieniowe kotły, silniki i transformatory elektryczne, pełnowartościowe warsztaty pomocnicze, zawartości magazynów itp., a także urządzenia komunalne i umeblowanie, samochody i wagony kolejowe, a nawet szyny i podkłady. Dalszego zniszczenia terenu fabryki dokonali zbieracze złomu. Przez kolejne lata teren popadł w ruinę. Wykorzystano ją w filmie „Na srebrnym globie” A. Żuławskiego, w którym „zagrała” rolę kosmodromu Jacka.

## Obiekty
Na terenie fabryki zachowały się:

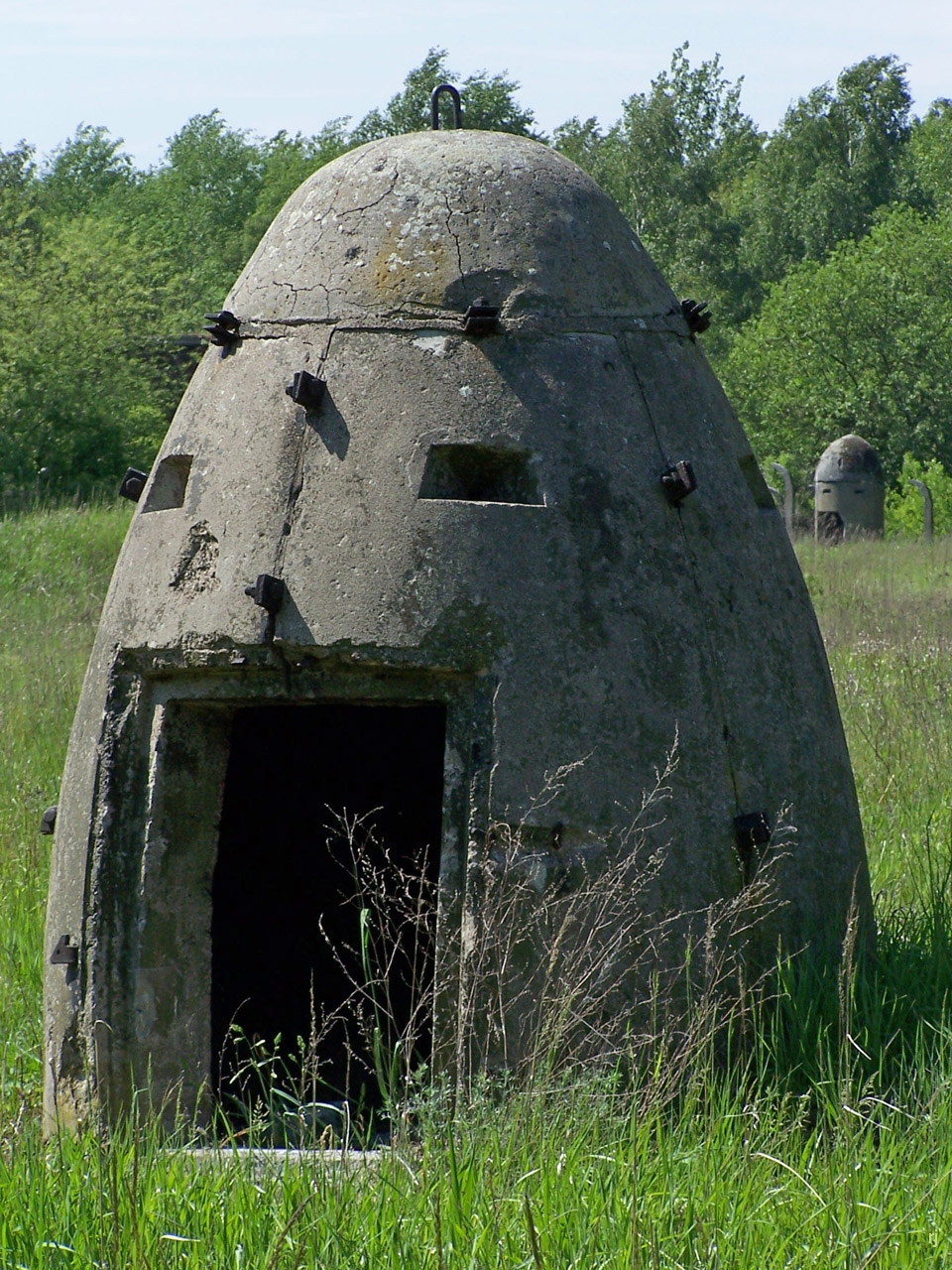
Splitterschutzzelle – jednoosobowy bunkier

- elewator węglowy przeznaczony do przechowywania półfabrykatów i produkcji benzyny (najbardziej charakterystyczny);
- zespoły silosów – zbiorników na paliwo;
- szkielety hal produkcyjnych;
- naziemne bunkry przeciwlotnicze:
  - 7 długich, 6 małych i schrony:
  - typu Splitterschutzzelle – zbliżony kształtem do jajka, zbudowany z pięciu dopasowanych do siebie żelbetowych skorup, zwieńczony u góry również żelbetową czapą[9];
  - typu Westermann – kształtem budowy zbliżony do cylindra, na szczycie którego sadzano żelbetową, spiczastą czapę. Posiada dwoje drzwi – jedne większe i na przeciwległej ścianie mniejsze[9].

## Podziemia
Oprócz infrastruktury naziemnej fabryka posiadała rozbudowane podziemia w postaci kanałów, basenów, bunkrów czy piwnic. Podziemia od lat 40. XX wieku są częściowo zalane wodą. Obecnie są siedliskiem 600 nietoperzy. Większość zalanych kanałów spełniała funkcje technologiczne, choć niektórzy przypuszczają, że pod ziemią mogła znajdować się „kilkukondygnacyjna, największa w Europie fabryka benzyny syntetycznej”.
Zalane podziemia nie są przeznaczone do zwiedzania. Z relacji płetwonurków, którzy badali podziemia w roku 1971 wynika, że znajdują się tam „duże fragmenty bliżej nieznanych instalacji” pokrytych parafiną.

## Ruiny fabryki w XXI w.
Pozostałości po dawnej fabryce zostały przystosowane do zwiedzania w ramach Muzeum Historycznego „Skarb”. Obecnie jest wytyczona ścieżka turystyczno-dydaktyczna, którą opiekuje się Stowarzyszenie Przyjaciół Ziemi Polickiej „SKARB”. W każdą sobotę o godz. 13:00 można nieodpłatnie zwiedzić fabrykę z przewodnikiem. Eksponaty związane z fabryką można obejrzeć w Bunkrze przy ul. Spółdzielczej 31, zagospodarowanym przez Stowarzyszenie Przyjaciół Ziemi Polickiej „SKARB”.

## Ochrona przyrody
Teren jest siedliskiem wielu gatunków nietoperzy dlatego objęto go ochroną, tworząc ostoję Police – kanały. Sieć podziemnych kanałów zasiedlają nietoperze (mopek zachodni, nocek duży, nocek rudy, nocek Natterera, gacek brunatny).